# Три прилога словенској лудости
„Три прилога словенској лудости” (Trije prispevki k slovenski blaznosti) је југословенски и словеначки филм из 1983. године.

## Улоге
| Глумац                  | Улога                                     |
| ----------------------- | ----------------------------------------- |
| Петер Боштјанчич        | (сегмент „Хроника лудости”)               |
| Стефка Дролц            |                                           |
| Симона Груден           | (сегмент „Хроника отпора”)                |
| Владислава Милосављевић | (сегмент „Хроника лудости”)               |
| Радко Полич             | (сегмент „Хроника отпора”)                |
| Деса Муцк               | (сегмент „Хроника злочина”)               |
| Мајда Потокар           | Стефанова мама (сегмент „Хроника отпора”) |
| Јожеф Ропоша            | (сегмент „Хроника злочина”)               |